# 田隴蟹守螺
田隴蟹守螺（学名：Cerithium interstriatum）为蟹守螺科蟹守螺屬下的一个种。